# Nicola Marcerou
Nicola Marcerou (Nîmes, 23 september 2002) is een Frans wielrenner.

## Carrière
Na een stageperiode werd Marcerou in 2025 prof bij TotalEnergies. Zijn eerste wedstrijdkilometers van het seizoen maakte hij in de AlUla Tour. In maart maakte hij deel uit van de vroege vlucht in de Grand Prix Criquielion. Later die maand maakte hij zijn debuut in de World Tour, toen hij aan de start stond van de Classic Brugge-De Panne.

## Ploegen
- 2024 –  TotalEnergies (stagiair vanaf 1 augustus)
- 2025 –  TotalEnergies

Boniface · Bonnet · Burgaudeau · Cras · Doubey · Dujardin · Ferron · Gachignard · Grellier · Jeannière · Jegat · Jousseaume · Latour · Manzin · Ourselin · Simon · Soupe · Tesson · Turgis · Vadic · Van Gestel · Vercher · Vuillermoz · Boulahoite (stagiair) · Marcerou (stagiair) · Sanchez (stagiair)